# Bremse (Schiff, 1884)
Die Bremse war das zweite Schiff der Brummer-Klasse der Kaiserlichen Marine, zu der außer ihr nur noch das Typschiff Brummer gehörte. Das Panzerkanonenboot wurde zur Verteidigung der deutschen Nord- und Ostseeküste gebaut, jedoch hauptsächlich im Fischereischutz eingesetzt.

## Bau und Dienstzeit
Ebenso wie ihr Schwesterschiff wurde die Bremse von der Bremer Werft AG Weser gebaut. Die Arbeiten begannen 1883 und der Stapellauf erfolgte am 29. März 1884. Vom 22. Dezember 1884 bis zum 23. Januar 1885 erfolgten die Probefahrten. Anschließend lag das Schiff sechs Jahre lang in der Reserve.
Erst am 17. März 1891 wurde die Bremse wieder in Dienst gestellt, um als Fischereischutzschiff in der Deutschen Bucht zu dienen. Unterbrochen wurde diese Tätigkeit vom 27. August bis zum 18. September durch die Teilnahme an den Manövern der Flotte. Hierzu begab sich das Schiff um Skagen herum nach Kiel und kehrte anschließend nach Wilhelmshaven zurück. Im Herbst gehörte auch die Doggerbank sowie die Südostküste Englands zum zu betreuenden Gebiet, und so besuchte die Bremse mit Hull (12. bis 17. Oktober) und Harwich (24. bis 30. Oktober) auch zwei englische Hafenstädte. Dieser Einsatz endete am 19. November 1891.
Am 15. März 1892 wurde die Bremse wieder in Dienst gestellt und wieder für den Fischereischutz eingesetzt. Anfang Juni begab sie sich wieder nach Kiel, um an der Flottenparade anlässlich des Besuches von Zar Alexander III. teilzunehmen. Am 19. Juni nahm sie die Fischereischutztätigkeit wieder auf. Ab dem 16. August nahm sie an den Manövern der Flotte in der westlichen Ostsee teil und wurde am 30. September in Wilhelmshaven außer Dienst gestellt.
Mehr als neun Jahre verstrichen bis zur nächsten Indienststellung. Am 2. April 1902 wurde die Bremse wiederum für den Fischereischutz aktiviert, den sie gemeinsam mit dem Aviso Zieten versah. Während dieses Einsatzes, der lediglich vom 7. bis 13. Mai für eine Fahrt nach Kiel unterbrochen wurde, lief das Schiff mehrere deutsche und britische Häfen an. Am 29. August 1902 wurde es schließlich in Wilhelmshaven außer Dienst gestellt.

## Verbleib
Am 10. März 1903 wurde die Bremse aus der Liste der Kriegsschiffe gestrichen und ihr Rumpf als Inventar- bzw. Heizölprahm verwendet. 1910 wurde er für 52.000 Mark nach Düsseldorf verkauft und dort als Prahm aufgebraucht.

## Kommandanten
| 22. Dezember 1884 bis 23. Januar 1885 | unbekannt                        |
| 17. März bis 19. November 1891        | Korvettenkapitän Gottlieb Becker |
| 15. März bis 30. September 1892       | Korvettenkapitän Hans Meyer      |
| 2. April bis 29. August 1902          | Kapitänleutnant Oskar Runge      |